# Márfa, Baranya
Márfa este un sat în districtul Siklós, județul Baranya, Ungaria, având o populație de 207 locuitori (2011). 

## Demografie
Componența etnică a satului Márfa
     Maghiari (95,36%)
     Croați (2,58%)
     Germani (2,06%)
Componența confesională a satului Márfa
     Reformați (46,86%)
     Romano-catolici (27,05%)
     Fără religie (6,28%)
     Necunoscută (19,81%)
Conform recensământului din 2011, satul Márfa avea 207 locuitori. Din punct de vedere etnic, majoritatea locuitorilor (95,36%) erau maghiari, existând și minorități de croați (2,58%) și germani (2,06%). Nu există o religie majoritară, locuitorii fiind reformați (46,86%), romano-catolici (27,05%) și persoane fără religie (6,28%). Pentru 19,81% din locuitori nu este cunoscută apartenența confesională.